# Gallegos de Solmirón
Gallegos de Solmirón è un comune spagnolo di 175 abitanti situato nella comunità autonoma di Castiglia e León.